# Eleutherococcus pubescens
Eleutherococcus pubescens är en araliaväxtart som först beskrevs av Renato Pampanini, och fick sitt nu gällande namn av C.H.Kim och B.Y.Sun. Eleutherococcus pubescens ingår i släktet Eleutherococcus och familjen Araliaceae. Inga underarter finns listade.